# Arnold Ulitz
Arnold Ulitz (Wrocław, 11 de Abril de 1888 — Tettnang, 12 de Janeiro de 1971) foi um escritor alemão.
Seus romances estão impregnados com as impressões de sua participação na Primeira Guerra Mundial. No romance Ararat (1920) descreve o futuro desaparecimento de um mundo ateu, assim como o ressurgimento de uma nova era. O romance Das Testament (1924) mostra o mundo drasticamente corrompido dos anos de após-guerra. Escreveu também novelas e poesias.